# Schistotylus
Schistotylus es un género monotípico de orquídeas epifitas. Su única especie: Schistotylus purpuratus, es originaria de Australia.

## Descripción
Es una orquídea de tamaño pequeño  que prefiere el clima fresco al cálido, con hábito de epifita que crece con un tronco corto que lleva 2 a 6 hojas, lineales, a veces curvadas , de color verde oscuro, a menudo con manchas de color púrpura oscuro, hojas apicalmente agudas. Florece en el invierno y en la primavera en una inflorescencia axilar, colgante,  con pocas flores fragantes.

## Distribución y hábitat
Se encuentra en Queensland y Nueva Gales del Sur a una altitud de 600 a 1100 metros en los bosques húmedos esclerófilos en los arbustos y ramas de los árboles. 

## Taxonomía
Schistotylus purpuratus fue descrita por (Rupp) Dockrill y publicado en Australas. Sarcanthinae 30. 1967.
Sinonimia
- Cleisostoma gemmatum Rupp
- Cleisostoma purpuratum Rupp
- Sarcanthus gemmatus Rupp
- Sarcanthus purpuratus (Rupp) Rupp